# کازولیت
کازولیت  (به انگلیسی: Kasolite) با فرمول شیمیایی Pb2 [UO2-SiO4]2. 2H2O از مجموعه کانی هاست و رادیواکتیویته قوی دارد. از نام محل Kasolo در زئیر اقتباس شده‌است. به سختی در اسیدها حل می‌شود PbO:۳۷٫۵۴٪  UO۳:۴۹٫۲۶٪  SiO۲:۱۰٫۱۷٪  H2O:۳٫۰۳٪  و ادخال‌های Ba, P, As برای اولین بار در زئیر کشف شد و از نظر شکل بلور: منشوری، رنگ: قهوه‌ای زرد - قرمز نارنجی، شفافیت: شفاف - نیمه کدر، جلا: نیمه الماسی - مات، رخ: کامل- مطابق با سطح، سیستم تبلور: مونوکلینیک و در رده‌بندی سیلیکات است همچنین خاصیت مغناطیسی ندارد و منشأ تشکیل آن زون‌های اکسیدان ثانویه است.
همایند کانی‌شناسی (پارانژ) آن - توربرنیت- سروزیت- اورانینیت و غیره است
، از نظر ژیزمان بلوری - آگرگات شعاعی - توده‌ای کمیاب است و بیشتر در آلمان غربی، فرانسه، زئیر و کانادا یافت می‌شود.

## منبع
- پردیس کشاورزی ایران